# Jean Antoine Sarrasin
 (août 2024).
Si vous disposez d'ouvrages ou d'articles de référence ou si vous connaissez des sites web de qualité traitant du thème abordé ici, merci de compléter l'article en donnant les références utiles à sa vérifiabilité et en les liant à la section « Notes et références ».
Jean Antoine Sarrasin, né le 25 avril de 1547 à Lyon, mort le 29 novembre de 1598 à Lyon ou le 30 décembre de 1598 à Genève, a été un médecin français du XVIe siècles , professeur dans la faculté de Montpellier.

## Biographie
De même que tous les médecins de l'époque, il est un naturaliste et botanique, en possédant plusieurs codex, et aide le travail de nombreux commentateurs, en raison de sa grande éducation et connaissance des langues. Il édite complètement les œuvres de Dioscoride, en publiant De materia medica, en grec et en latin, Opère Dioscoridis, graece et l'America, scholiis cum publiés en 1598 à Genève, avec son portrait et consacrées à Enrique IV qui lui a donné l'agrégation au corps de médecins de Paris.